# Bogdand

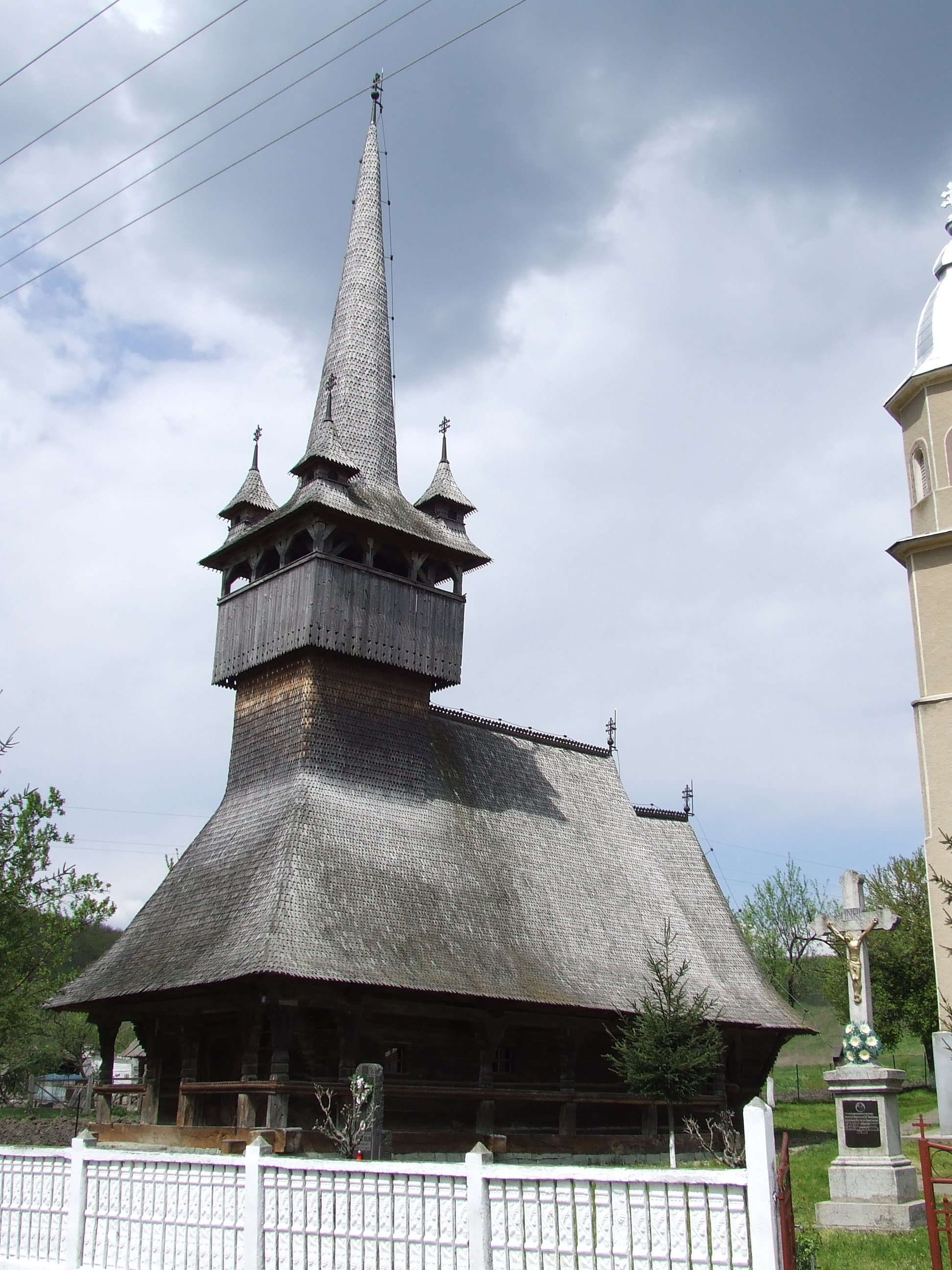
Corund, houten kerk

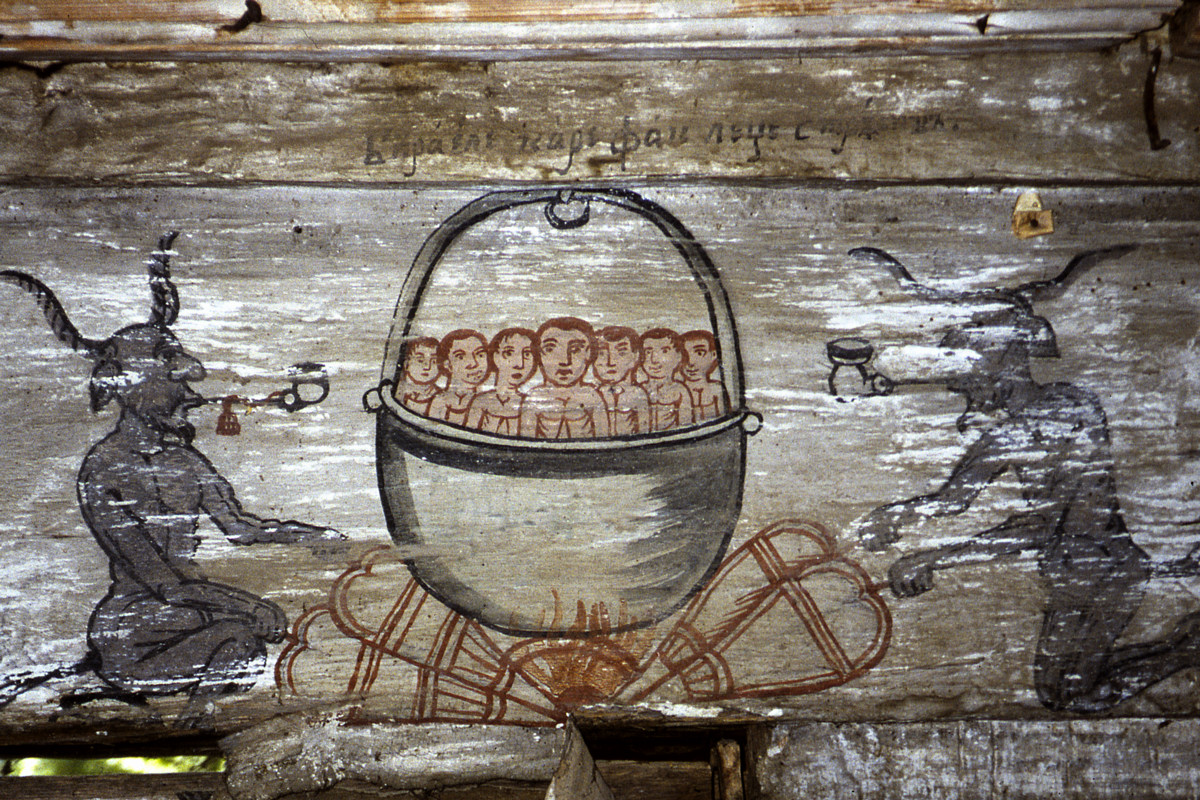
Corund, schildering in houten kerk

Bogdand is een gemeente in het Roemeense district Satu Mare. De gemeente telt 3199 inwoners. De gemeente bestaat uit de kernen Babța, Bogdand, Corund en Ser.
| Roemeens (endoniem) | Hongaars (exoniem) | Duits (exoniem)                        |
| ------------------- | ------------------ | -------------------------------------- |
| Bogdand             | Bogdánd            | Bogendorf, Bodendorf                   |
| Corund              | Szilágykorond      | Krondorf, Koronden                     |
| Ser                 | Szér               | Molkenfeld                             |
| Babța               | Bábca              | Bohnenfeld, Klein-Schnackendorf, Babtz |

## Bevolking
De gemeente Bogdand telde tijdens de volkstelling van 2011 in totaal 2872 inwoners. De meerderheid van de bevolking wordt gevormd door de etnische Hongaren (1.650 personen). Bogdand vormt een onderdeel van de Hongaarse etnografische regio Szilágyság die met name in het district Sălaj is gelegen.

## Geografie
De gemeente Bogdand ligt in het zuidoosten van het district Satu Mare en grenst in het westen aan de gemeente Supur, in het noorden aan de gemeente Socond, in het noorden en noordoosten aan het district Maramures, in het oosten aan de gemeente Hodod en in het zuiden aan het district Sălaj.
De gemeente ligt in de heuvels van Codru, 20 km westelijk van Cehu Silvaniei en 60 km ten zuiden van Satu Mare, de hoofdstad van het district Satu Mare.